# Llista d'emirs de Balànsiya
A continuació, es presenta una llista d'emirs musulmans de la taifa de Balànsiya, des de la caiguda del califat de Còrdova fins a la conquesta de Jaume I:

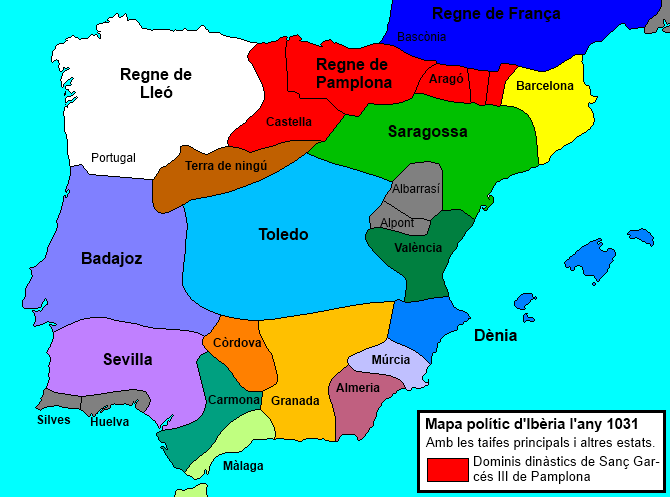
Taifes l'any 1031

## Emirs independents
- Mubàrak i Mudhàffar, cap al 1011-1020.
- Labib al-Amirí de Tortosa, cap al 1020-1021.
- Abd-al-Aziz al-Mansur, 1021-1061.
- Abd-al-Màlik al-Mudhàffar, 1061-1064.
- Abu-Bakr ibn Abd-al-Aziz, governador toledà 1064-1075, rei 1075-1085.
- Uthman ibn Abi-Bakr, 1085.
- Yahya al-Qàdir, 1085-1092 (de Toledo 1079-1085, governa només a València del 1085 al 1092)
- Jàfar ibn Abd-Al·lah ibn Jahhaf, president d'una mena de república, 1092-1094.
- Rodrigo Díaz de Vivar el Cid, 1092-1099.
- Ximena Díaz, 1099-1102.

## Valís almoràvits
- Governadors almoràvits, 1102-1144.
- Revolta contra els almoràvits (1144-1147).

## Emirs independents
- Abu Abd-al-Màlik Marwan ibn Abd-Al·là ibn Abd-al-Aziz (cadi), 1145-1145.
- Abd-Al·lah ibn Sad ibn Mardanix, valí o governador de València 1145-1146 en nom d'Ibn 'Iyad, governador de Múrcia.
- Abd-Al·lah ibn Iyad, de gener a febrer del 1146.
- Abd-Al·lah ibn Jarak at-Tsagrí, de maig a setembre del 1146.
- Abd-Al·lah ibn Iyad 1146-1147.
- Muhàmmad ibn Sad ibn Mardanix, valí o governador de València, en nom d'Ibn 'Iyad, 1146-1147. Després rei de la taifa de Múrcia 1147-1172, més conegut com a Rei Llop.
- Abu-l-Hajjaj Yússuf, germà de l'anterior, governador de la taifa de València 1147-1171, sota el Rei Llop.

## Valís almohades
- Governadors almohades, 1171-1225.
- Abu-l-Hajjaj Yússuf. El 1171 se sotmeté a l'emperador almohade (1171-1186).
- Abu-Saïd Abd-ar-Rahman, 1225-1238 (després del 1229, només va controlar el nord de la taifa de València (sense incloure-hi la ciutat), com a vassall de Jaume I; després del 1233, va perdre el control al nord de la Plana).
- Zayyan ibn Mardanix, net d'Abu-l-Hajjaj Yússuf 1228-1238 (sols en part de la taifa).[1]